# Aşağımescit, Doğanyurt
Aşağımescit là một xã thuộc huyện Doğanyurt, tỉnh Kastamonu, Thổ Nhĩ Kỳ. Dân số thời điểm năm 2008 là 206 người.